# Ókava Keigo
Ókava Keigo (大川慶悟; Hepburn: Keigo Okawa) (1990. március 11. –) világbajnoki 13. helyezett (2015) japán válogatott vízilabdázó. 2014-ben az Ázsia-játékokon az ezüstérmes japán válogatott tagja volt. Részt vett a 2016. évi nyári olimpiai játékokon, ahol a japán válogatott a csoportkörben kiesett.